# Roy Lee Williams
Roy Lee Williams (* 22. März 1915 in Ottumwa, Iowa; † 28. April 1989 in Leeton, Missouri) war der Präsident der International Brotherhood of Teamsters von 1981 bis 1983.
Roy Williams war der erste „Teamster“, der einen Deal mit der Cosa Nostra hatte, um Präsident der Gewerkschaft zu werden. Allerdings blieb dieser Kontakt zu den Mobstern nicht folgenlos: Am 15. Dezember 1982 wurde er wegen Bestechung verurteilt. Er musste sein Präsidentenamt räumen und am 3. Dezember 1985 trotz seines hohen Alters eine zehnjährige Haftstrafe im Gefängnis von Springfield antreten, wurde aber nach drei Jahren wieder entlassen.

## Leben

### Frühe Jahre
Im Alter von 20 Jahren wurde er Berufskraftfahrer und galt trotz seiner Hitzköpfigkeit als „bärenstarker Kumpel“ mit dem „Herz am rechten Fleck“.
Im Zweiten Weltkrieg war er Sergeant der Feld-Artillerie der United States Army in Europa und nahm eigenhändig 41 deutsche Soldaten gefangen, indem er ihnen weismachte, hinter ihm stünde ein gesamtes Platoon bereit.
Mit vielen Auszeichnungen kehrte er aus dem Krieg zurück, unter anderem war ihm der Silver Star verliehen worden. Zu den „Teamsters“ zurückgekehrt, begann im „Local 41“ (Kansas City) seine rasante Karriere. Mit der Hilfe von Floyd Hayes, Präsident des „Local 41“, und dem Detroiter Jimmy Hoffa wurde er Präsident der „Midwest Conference“ der Transportarbeitergewerkschaft.

### Teamsters und Cosa Nostra
Jimmy Hoffa hatte ihn eigentlich für ein schwieriges „Local“ in Wichita vorgesehen, machte ihn dann allerdings zum Nachfolger von Floyd Hayes im „Local 41“, da dieser bei der Öffnung der „Teamsters“ in Richtung der US-amerikanischen Cosa Nostra als Hindernis galt.
1952 machte Williams die Bekanntschaft von Nick Civella, als beide eine Versammlung der Demokraten in Kansas City (Missouri) beiwohnten, da beide Obmänner der Partei waren. Im gleichen Jahr hatte ein Treffen in Chicago zwischen den Teamsters und der La Cosa Nostra stattgefunden, auf dem die Zusammenarbeit zwischen beiden Gruppen besprochen worden war. Die Anweisungen seitens Jimmy Hoffa, dem Präsidenten der Teamsters, an Roy Williams waren eindeutig: „Do what Nick (Civella) wants“ : „Mach' (alles) was Nick (Civella) (von dir) will“.
Williams agierte im Sinne von Hoffa und arbeitete mit Civella zusammen, welcher zu dieser Zeit noch zur unteren Hierarchie der „Familie“ in Kansas City gehörte, aber ab 1953 als Boss der dortigen „Kansas City-Familie“  der Cosa Nostra gesehen werden kann. Als Williams 1956 vor dem FBI aussagen sollte – er hatte gerade eine teure Krankenversicherung für seine Mitglieder im „Local 41“ abgelehnt – gaben ihm zwei von Civellas Leuten zu verstehen, dieses Versicherungspaket doch lieber anzunehmen, da sonst seine Frau, seine Kinder und dann er selbst umgebracht werden würden.
Als Williams und Hayes, Präsident des „Local 41“, deshalb bei Jimmy Hoffa vorsprachen, gab dieser die Anweisung die Sache im Sinne Civellas zu regeln und zu vertuschen. Damit wurde Williams zu einer Schlüsselfigur bei der Unterwanderung der Teamsters durch die Cosa Nostra. Williams wurde sogar ein enger Freund von Civella und stand praktisch unter dessen Kontrolle.
1962 gelang es dem FBI, Hayes eine Unterschlagung von 200.000 US-Dollar nachzuweisen und ihn damit als Kronzeugen zu gewinnen. Vier Tage dauerte die Befragung in einem Hotelzimmer, die sich um Williams, Hoffa, Cosa Nostra und Teamsters drehte. Auch ein hoher Zaun mit Flutlicht und Wachhunden konnten Hayes danach aber nicht vor den Folgen seiner Aussage schützen. Im Juni 1964 wurde er auf einem Parkplatz erschossen und seine Frau verwundet. Letzteres galt als zusätzliche Warnung an potentielle zukünftige FBI-Kronzeugen. Williams wurde umgehend dessen Nachfolger als Präsident im „Local 41“ der Teamsters.

### Central States Pension Fund
Williams war auch ein Treuhänder des neuen Central States Pension Fund (CSPF) geworden, in den Mittel aus 25 Bundesstaaten für deren Gewerkschaftsmitglieder als Rentenanlage flossen. Dieser war damit als Topf für Schmiergelder und Bestechung weit offen und Mitte der 1970er Jahre wurde der Auf- und Ausbau zahlreicher Mafia-Casinos in Las Vegas finanziert.
So kaufte z. B. Allen Glick 1974 für 63 Millionen US-Dollar aus Gewerkschaftsmitteln zwei Casinos. Der Kontakt wurde dabei über offizielle Teamsterkreise nach Frank Balistrieri geleitet, dem Mafiaboss von Milwaukee, der dann Nick Civella kontaktierte und Williams dann praktisch nur noch unterschreiben musste. Geschäftsführer des Fonds war Allen Dorfman, dessen Stiefvater Paul Dorfmann bereits mit Hoffa zusammengearbeitet hatte.
Glick stellte daraufhin offiziell zwei Söhne von Balistrieri ein, die mit 100.000 US-Dollar entlohnt wurden und die Option erhielten, sich an den Casinos zu beteiligen. Als Manager wurde Frank Rosenthal eingestellt. Williams erhielt über Civella 1.500 US-Dollar pro Monat und stieg weiter die Karriereleiter empor, wurde dabei aber weiter von Civellas kontrollierte. Zu diesem Zweck wurde Sam Ancona als Aufpasser und Kontaktmann in der Verwaltung der Teamsters installiert. Als 1981 – nach dem Tod von Frank Fitzsimmons – Williams Präsident der Teamstes wurde, folgte dieser ihm wie ein Schatten.
Dieses war aus Sicht von Civella wohl auch notwendig, verbüßte er selbst doch ab 1977 seine erste Gefängnisstrafe. Durch die Ermordung von Hayes 1964 waren er und Williams für das FBI mehr als interessant geworden und 1970 gelang der Nachweis, dass er in Verstöße gegen Bestimmungen zur Regelung des Glücksspiels verwickelt war.
1978 wurde Civella vorzeitig freigelassen und eine Reihe von Morden führten zu der Einführung elektronischer Überwachungen der Justiz, um der Mob-Aktivitäten doch noch Herr zu werden. In diesem Zusammenhang gelang es z. B. Gespräche zwischen Nick und seinem Bruder Carl Civilla aufzuzeichnen, die deren Unterstützung von Roy Williams als Nachfolger von Frank Fitzsimmons als Präsident der Teamsters beinhalteten.

### Präsidentschaft
Die Präsidentschaft dauerte nur kurz, da Roy Williams in den Bestechungsplan gegen Senator Howard Walter Cannon aus Nevada verwickelt war. Dieser war Vorsitzender des Senate Commerce Committee, das sich gerade mit der Deregulierung des Transportgewerbes befasste und damit auch das Monopol der Teamsters gebrochen hätte, was dann ja auch geschah.
Außerdem war am 14. Februar 1979 ein illegaler Geldkurier von Civella am Flughafen von Kansas City mit zwei 40.000 US-Dollar Paketen hochgenommen worden und löste in Folge eine Reihe erfolgreicher Hausdurchsuchungen aus.
Williams, zwei andere Verwalter des Central States Pension Fund und Joseph Lombardo wurden am 15. Dezember 1982 der versuchten Bestechung des Senators angeklagt, aber freigesprochen. Nick Civella  starb 1983 wenige Tage nach seiner Freilassung.
1984 konnte das FBI ein Gespräch zwischen ihm, Anthony „Fat Tony“ Salerno, John Trolone („Peanuts“) und den Teamsters-Offiziellen William J. McCarthy, und Jackie Presser aufzeichnen. McCarthy meinte in diesem Gespräch, die Entscheidung eines Mafiabosses zu benötigen, bevor er in den Teamsters weiter vorankommen könnte. Und obwohl die New York Times von diesem Gespräch 1988 berichtete, wurde McCarthy 1989 Präsident der Gewerkschaft.
Roy Williams machte nun im Alter von 70 Jahren seine Aussage über die Verstrickungen zwischen der Cosa Nostra und den Teamsters („labor racketeering“) und wurde am 3. Dezember 1985 für zehn Jahre inhaftiert.

„Die Anklage der Cosa-Nostra-Prozesse von Manhattan im Sommer 1987 wirft den Boß der kriminellen Familie der Genovese, Anthony Salerno, vor, daß er und seine Leute die Wahl von Presser manipuliert haben (IHT. 3. Juni 1987). Drei Monate vorher hatten die Ermittler der Polizei den 72jährigen und kranken Vorgänger Pressers, Roy L. Williams, in der Krankenabteilung des Staatsgefämgnisses von Springfield/Missouri einvernommen und von ihm Details erfahren.“

### Freilassung und Tod
Auf Grund seines schlechten Gesundheitszustandes war Williams im September 1988 ins United States Medical Center for Federal Prisoners von Springfield (Missouri) verlegt worden und wurde von dort im August 1988 auf Bewährung entlassen. Seine Freilassung war mit der Auflage verknüpft, weiterhin den Behörden bei deren Ermittlungen zur Verfügung zu stehen.
Es kam aber nur noch zu wenigen Aussagen, da Roy Lee Williams sieben Monate später – am 28. April 1989 – nach langer Herzkrankheit im Alter von 74 Jahren auf seiner Farm in Leeton verstarb.